# یواس‌سی‌اس موریس
یواس‌سی‌اس موریس (به انگلیسی: USCS Morris) یک کشتی است که طول آن ۹۱٫۶ فوت (۲۷٫۹ متر) می‌باشد.